# Desa Cibanteng (administrativ by i Indonesien, lat -6,56, long 106,71)
Desa Cibanteng är en administrativ by i Indonesien.   Den ligger i provinsen Jawa Barat, i den västra delen av landet, 40 km söder om huvudstaden Jakarta.